# Montana (film 2014)
Montana è un film del 2014 diretto da Mo Ali, ambientato nell'East End di Londra.

## Trama
Un corriere di 14 anni chiamato Montana viene perseguitato dal signore del crimine Lazarus. Di fronte alla morte, viene salvato da Dimitrije, un uomo con un passato oscuro che vuole distruggere Lazarus e il suo impero criminale. Dimitrije addestra Montana ad essere un assassino, e pianificano la loro vendetta su Lazarus per spazzarlo via per sempre.

## Produzione
Le riprese del film sono durate sei settimane, tra febbraio e marzo 2013, e si sono svolte a Londra: Hackney, Poplar, Brick Lane, Whitechapel e Greenwich.